# Stazione di Crystal Palace
La stazione di Crystal Palace è una stazione ferroviaria a servizio dell'omonimo quartiere del borgo londinese di Bromley, che a sua volta deve il nome al palazzo che sorgeva nell'area già all'epoca della costruzione della stazione fino al 1936, quando venne distrutto da un incendio.

L'impianto è situato lungo la ferrovia Balham-Beckenham Junction e da qui si dipana un bivio che la unisce alla diramazione di London Bridge della ferrovia Londra-Brighton.

## Movimento
La stazione è il capolinea di una delle diramazioni della linea Windrush della rete di London Overground.
Oltre a questi, effettuano fermata i treni regionali e nazionali di Southern.

## Interscambi
La stazione è servita direttamente da numerose linee di autobus, gestite da London Buses
- Fermata autobus